# Abigail Mac
Pour les articles homonymes, voir Abigaïl.
Abigail Mac, née le 2 juin 1988 à Baltimore dans le Maryland, est une actrice pornographique américaine.

## Biographie
Abigail Mac tourne principalement des scènes lesbiennes mais pas uniquement.

## Filmographie partielle
Le nom du film est suivi du nom de ses partenaires lors des scènes pornographiques.
- 2012 : Horny Lesbian Sisters avec Evi Foxx et Rahyndee James
- 2013 : Girlfriends 7 avec Vanessa Veracruz
- 2013 : Who Needs Guys avec Tiffany Tyler
- 2014 : Cheer Squad Sleepovers 11 avec Simone Sonay
- 2014 : Mother-Daughter Exchange Club 34 avec Shyla Jennings et Simone Sonay (scène 3), Nicky Ferrari (sc4)
- 2014 : Women Seeking Women 108 avec Lena Nicole
- 2014 : Me and My Girlfriend 8 avec Ariana Marie
- 2014 : Me and My Girlfriend 9 avec Aaliyah Love et Marie McCray
- 2015 : Me and My Girlfriend 10 avec Cherie DeVille et Destiny Dixon
- 2015 : We Live Together.com 37 avec Shae Summers
- 2015 : We Live Together.com 38 avec Jayden Taylors
- 2015 : We Live Together.com 39 avec Malena Morgan
- 2015 : We Live Together.com 41 avec Abby Cross
- 2015 : We Live Together.com 42 avec Nicole Aniston
- 2016 : AJ's Angels avec A.J. Applegate
- 2016 : Braless is Better avec Remy LaCroix
- 2016 : We Live Together.com 43 avec Ryan Ryans
- 2017 : Bad Bikini Sluts avec Romi Rain
- 2017 : Fashion Model avec Aiden Ashley, Charlotte Stokely et Lily Rader
- 2017 : Lick It Good 2 avec Dani Daniels
- 2018 : Fantasy Factory: Wastelands avec April O'Neil et Kenna James (scène 3), April O'Neil et Cherie DeVille (sc4)
- 2018 : Lesbian Adventures: Wet Panties Trib 8 avec Athena Faris
- 2018 : Women Seeking Women 154 avec Isis Love
- 2019 : No Experience, No Problem avec Uma Jolie